# Hadena knyvetti
Hadena knyvetti là một loài bướm đêm trong họ Noctuidae.